# 磁場侵入長
磁場侵入長（じばしんにゅうちょう）、略して侵入長（しんにゅうちょう）とは、超伝導体において外部の磁場がどの程度内部に侵入してくるかを表す量で、通常λやλLという形で表記される。表面からλLだけ内側に入ると、磁場は表面での1/eに等しくなる。
磁場侵入長は、ロンドン方程式とアンペールの法則から導き出される（このことから、ロンドンの侵入長と呼ばれることもある）。x軸の正の側に超電導体が置いてあるとして、超伝導体のない側ではz軸の正の向きに磁場B0がかかっているとすると、超伝導体内部の磁場は次の形で表される。
{\displaystyle B(x)=B_{0}\exp \left(-{\frac {x}{\lambda _{L}}}\right)}
上の式から、λLだけ内側に入ると磁場の大きさが1/eとなることがわかる。
λLは以下のように表される。
{\displaystyle \lambda _{L}=\left({\frac {m}{\mu _{0}nq^{2}}}\right)^{\frac {1}{2}}}
これらの式で、{\displaystyle m}、{\displaystyle n}、{\displaystyle q}はそれぞれ粒子の質量、濃度、電荷である。
磁場侵入長は超流動密度によって決まるが、この超流動密度は高温超伝導体の転移温度を決める重要な量である。エネルギーギャップに節のある超伝導体では、磁場と超流動密度が相互に影響するため、絶対零度での侵入長は磁場に依存する。すなわち、絶対零度での侵入長の厳密な測定が高温超伝導の理解のために重要となってくる。超伝導体に固有の磁気構造がない場合、ミュオンスピン分光で侵入長を測定することができる。ミュオンスピンの緩和率σ(T)はλ²(T)に比例するため、侵入長を直接求めることができる。温度によって変化する超伝導体のエネルギーギャップの形に合わせてσ(T)も変化するので、エネルギーギャップの形だけでなく、高温超伝導の起源に迫る鍵ともなりうる。